# Das fahle Pferd (Christie)
Das fahle Pferd (Originaltitel The Pale Horse) ist der 52. Kriminalroman von Agatha Christie. Er erschien zuerst im Vereinigten Königreich am 6. November 1961 im Collins Crime Club und im folgenden Jahr in den USA bei Dodd, Mead and Company. Die deutsche Erstausgabe wurde 1962 im Scherz Verlag mit der Übersetzung von Margret Haas veröffentlicht. Ariadne Oliver hat hier ihren vierten Auftritt in einem Roman in einer Nebenrolle. Der Roman reflektiert die zum Zeitpunkt seines Erscheinens sehr populären Werke von Dennis Wheatley.

## Erklärung des Romantitels
Das fahle Pferd ist das Pferd des vierten Apokalyptischen Reiters, des Todes:

„Da sah ich und siehe, ein fahles Pferd; und der auf ihm saß, heißt der Tod; und die Unterwelt zog hinter ihm her. Und ihnen wurde die Macht gegeben über ein Viertel der Erde, Macht, zu töten durch Schwert, Hunger und Tod und durch die Tiere der Erde.“

## Einführung in die Handlung
Der katholische Priester Gorman wird zur sterbenden Mrs. Davis gerufen, um ihr die letzte Beichte abzunehmen. Dabei weiht sie ihn in ein Geheimnis ein, bevor sie stirbt. Auf dem Rückweg zu seiner Pfarrei denkt er über das ihm Erzählte nach und beschließt, die ihm genannten Namen zu notieren, solange die Erinnerung noch frisch ist. In einem Kaffeehaus schreibt er diese auf eine Papiertüte und steckt die Notizen danach in seinen Stiefel, da die Taschen seiner Soutane Löcher haben. Kurze Zeit nachdem Pater Gorman das Kaffeehaus verlassen hat, wird er im dichten Nebel erschlagen.

## Handlung
Weite Teile des Romans werden von Mark Easterbrook erzählt, einem Schriftsteller, der sich nach Chelsea zurückgezogen hat, um ein Buch über die Architektur der Moguln zu erforschen. Während er in einer Kaffeebar ein Schinken-Bananen-Sandwich isst, beobachtet er den Kampf zweier Mädchen. Eines davon reißt dem anderen, dessen Name sich später als Thomasina Tuckerton herausstellt, ganze Haarbüschel aus. Bald darauf liest Easterbrook in der Zeitung die Todesanzeige von Thomasina Tuckerton. Während er mit einem Freund und dessen Bekannter Poppy Stirling zu Abend isst, erwähnt sie das Fahle Pferd, das den Tod bringt. Nachdem sie den Namen ausgesprochen hat, ist sie ganz erschrocken und weigert sich, mehr zu sagen.
Als Mark sich mit dem Polizeiarzt trifft, erfährt er von der Liste, die in Pater Gormans Schuh gefunden wurde. Auf der Liste steht neben dem Namen seiner Patentante Lady Hesketh-Dubois, die vor kurzem scheinbar eines natürlichen Todes gestorben war, auch der Name von Thomasina Tuckerton. Mark befürchtet nun, dass die Liste die Opferliste eines Serientäters ist.
Als Mark mit der berühmten Kriminalschriftstellerin Ariadne Oliver zu einem Dorffest geht, das von seiner Cousine organisiert wurde, erfährt er von einem alten Gasthaus, welches das Fahle Pferd genannt wird und das nach seiner Modernisierung durch drei moderne „Hexen“ nun von Thyrza Grey geführt wird. Bei seinen Spaziergängen lernt Mark Mr. Venables kennen, einen alten Herrn, der im Rollstuhl sitzt und keine Erklärung über die Herkunft seines Reichtums geben kann. Er besucht auch das Fahle Pferd, wo er mit Thyrza die Möglichkeiten des Tötens aus der Entfernung diskutiert. Später erscheint es ihm, als ob Thyrza ihm genau diese Dienstleistung anbieten wollte. 
In der polizeilichen Ermittlung gibt es einen Zeugen, den Apothekenbesitzer Zachariah Osborne, der einen Mann beschreibt, der Pater Gorman verfolgte, kurz bevor der ermordet wurde. Später nimmt er Kontakt zur Polizei auf und erklärt, dass er genau diesen Mann wieder gesehen hat, diesmal aber in einem Rollstuhl. Auch als man ihm sagt, dass Venable an Kinderlähmung erkrankt ist, bleibt er bei seiner Behauptung, und es kommen erste Zweifel auf, ob die Behinderung Venables echt ist. 
Als Marks Freundin seine wachsenden Befürchtungen nicht ernst nimmt, überwerfen sich beide. Aber er erhält nun von Ariadne Oliver und von einer Pfarrersfrau, Mrs. Daniel Calthrop, Unterstützung. Auch Ginger Corrigan, ein Mädchen aus der Gegend, der es gelingt, aus Poppy wichtige Informationen über das Fahle Pferd herauszubekommen, hilft ihm. Sie erhält eine Adresse in Birmingham, wo Mark sich mit einem Anwalt, Mr. Bradley, trifft, der ihm erklärt, wie das Fahle Pferd jemanden für ihn töten kann, ohne das Gesetz zu brechen.
In Abstimmung mit Inspektor Lejeune und in Zusammenarbeit mit Ginger will Mark das Fahle Pferd mit dem Mord an seiner Frau beauftragen, die von Ginger gespielt wird. Bei einer Séance im Fahlen Pferd öffnet Thyrza durch einen elektrischen Apparat eine Verbindung zu Ginger. Kurz danach wird Ginger krank und scheint zu sterben.
Da nimmt Mrs. Oliver mit der Erkenntnis, dass alle Opfer des Fahlen Pferdes während ihrer Krankheit die Haare verloren haben, Kontakt zu Mark auf. Auch Ginger fallen die Haare aus. Da fällt Mark ein, dass das die Symptome einer Thalliumvergiftung sind.
Der Apotheker Osborne war der Kopf hinter dem Fahlen Pferd. Er hatte über ein Marketingunternehmen vergiftete Proben zu den Opfern geschmuggelt. Die schwarze Magie war nur zur Tarnung inszeniert worden. Venable als Verbrecher darzustellen, war sein Fehler.

## Personen
- Mark Easterbrook, ein Historiker
- Inspektor Lejeune, der ermittelnde Beamte
- Ariadne Oliver, eine berühmte Kriminalschriftstellerin
- Jim Corrigan, ein Polizeiarzt
- Katherine Ginger Corrigan, eine junge Frau, nicht mit Jim verwandt
- Hermia Redcliffe, eine alte Freundin von Mark
- David Ardingly, Dozent für Geschichte in Oxford und Freund von Mark
- Pamela Poppy Stirling, eine Angestellte in einem Blumengeschäft
- Mr. Venables, ein reicher Mann, der im Rollstuhl sitzt
- Zachariah Osborne, ein Apotheker
- Mr. Bradley, ein Anwalt der Das Fahle Pferd repräsentiert
- Thyrza Grey, ein Anwenderin der Dunklen Künste
- Sybil Stamfordis, ein Medium
- Bella, eine Hexe (und Thyrzas Köchin)
- Thomasina Ann Tuckerton, eine reiche junge Frau
- Caleb Daniel Calthrop, Vikar
- Mrs. Daniel Calthrop, seine Frau
- Rhoda Despard, Marks Cousine
- Colonel Despard, Rhodas Ehemann
- Mrs. Tuckerton, Thomasinas Stiefmutter und Erbin
- Mrs. Davis, Mitarbeiterin einer Marktforschungsgesellschaft
- Mrs. Coppins, Eigentümerin der Pension, in der Mrs. Davis starb
- Pater Gorman, ein katholischer Priester

### Bezüge zu anderen Werken
Dieser Roman bringt einige Figuren aus früheren Romanen wieder. Neben Ariadne Oliver trifft der Leser auf Major Despard und seine Frau Rhoda, die sich in Mit offenen Karten kennen und lieben gelernt haben. Mrs Dane Calthrop spielt hier wie auch in Die Schattenhand ungefähr dieselbe Rolle, die gläubige Christin, die das Böse stoppen will. 
Beim Besuch des Dorffestes ist Mrs. Oliver sehr ängstlich, aus Gründen, die dem Leser aus Wiedersehen mit Mrs. Oliver bekannt sind.
Im 8. Kapitel erzählt David Ardingly, wie er im Vorzimmer einer Irrenarztpraxis, wo er eine Nachricht für den Arzt überbringen sollte, eine alte Dame traf, die an einem Glas Milch nippte und ihn fragte: „Ist das Ihr Kind, das dort hinter dem Kamin begraben wurde? (...)“ Diese Szene erinnert stark an Lauter reizende alte Damen, abgesehen von einigen Zusätzen und dem Handlungsort. Auch in Ruhe unsanft erinnert sich eine der Personen an eine ganz ähnliche Geschichte, die dort jedoch ebenso wie in Das fahle Pferd keine Bedeutung für die Handlung hat.

## Verfilmungen
Der Roman wurde zuerst 1996 für den britischen Fernsehsender ITV mit Colin Buchanan als Mark Easterbrook verfilmt. Die Rolle der Ariadne Oliver wurde gestrichen. Auch wird versucht Mark als einen Verdächtigen am Mord an Father Gorman darzustellen, was nicht glaubhaft gelingt. Zuerst wird Venable als Mörder hingestellt, der nicht behindert ist, aber letztlich ist auch hier Osbourne der Mörder. 
2010 wurde der Roman erneut verfilmt – nun für die britische Fernsehserie Agatha Christie’s Marple mit Julia McKenzie in der Hauptrolle. Dazu wurde Miss Marple, die im Original nicht vorkommt, in das Drehbuch geschrieben.
Eine weitere Verfilmung, die sich sehr weit vom Original entfernt hat, wurde im Februar 2020 vom britischen Fernsehsender BBC als Zweiteiler ausgestrahlt, in Deutschland wurden beide Teile auf drei umgeschnitten. Das Drehbuch stammte von Sarah Phelps, die bereits mehrere Romane von Christie für die BBC adaptiert hat. In der Hauptrolle spielte Rufus Sewell als Mark Easterbrook, außerdem wirkten Sean Pertwee, Kaya Scodelario und Rita Tushingham mit.
Ebenso gibt es eine Verfilmung mit diesem Titel in der französischen Fernsehserie Mörderische Spiele als Folge 2/13 im Jahre 2016.

## Wichtige Ausgaben
- 1961 Collins Crime Club (London), 6. November 1961
- 1962 Dodd Mead and Company (New York), 1962
- 1962 Deutsche Erstausgabe im Scherz Verlag[4]

## Hörbücher
- 2004 Das fahle Pferd (5 CDs): einzige ungekürzte Lesung. Sprecher: Peter Weis. Regie: Hans Eckardt. Übersetzung aus dem Englischen von Margaret Haas. Verlag und Studio für Hörbuchproduktionen (Marburg)[5]